# Монастыри Башкортостана
Монастыри Башкортостана — православные монастыри Уфимской епархии, расположенные в Башкортостане, и исторические монастыри Уфимской губернии. Часть таких монастырей находилась в городе Уфе, другая — в городах Бирск, Далматово, Златоуст и Мензелинск.
Монастыри занимались миссионерской и духовно-просветительской деятельностью и благотворительностью. При монастырях действовало более 20 храмов, где хранились древние чтимые и чудотворные иконы — Берёзовская икона святителя Николая Чудотворца, Богородско-Уфимская икона Божией Матери, Бугабашская икона Божией Матери, Далматская икона Успения Пресвятой Богородицы и Табынская икона Божией Матери — утварь и старинные книги. Монастыри имели 6388 десятин земли, скот, мельницы, пасеки, более 20 ремесленных мастерских.

## История
По предположению Р. Г. Игнатьева, ещё до вхождения исторического Башкортостана в состав Русского государства в 1554—1557 годах, и строительства Уфимской крепости в 1576 году, в крае, входившим тогда в состав орд и ханств распавшейся Золотой Орды, селились пустынники, монахи, отшельники и аскеты, как по одному, так и группами (братиями).
Первые упоминания о монастырях относятся к концу 1570-х годов, из них в Уфе — Сергиевский мужской, разрушенный к 1586 году, и Успенский мужской, заложенный в 1596 году. В 1580-е годы в Кесе-Табынской волости Ногайской дороги Уфимского уезда основана Вознесенская пустынь.
В первой половине XVII века начали действовать монастыри: Христорождественский женский в Уфе, Казанский Богородский мужской в селе Челны (ныне — город Набережные Челны Татарстана) и Рождественский мужской в селе Макарьево (ныне — Ильбухтино Тукаевского района Татарстана), и Успенский (ныне — в городе Далматове Курганской области), который к концу XVIII века действовал один из всех.
C 1799 года по начало XX века в Уфимской губернии возникло 17 монастырей и общин, из них — два монастыря в Уфе. Упразднённый в ходе секуляризации в 1764 году Уфимский Успенский монастырь, вновь восстановлен в 1800 году на новом месте. В 1826—1828 годах образована община келейниц-черничек в селе Богородском (ныне — Бетьки) Мензелинского уезда, а с 1838 года — Уфимский Благовещенский женский монастырь. В 1849 году основан Воскресенский единоверческий мужской монастырь в Златоустовском уезде. В 1860 году открыт Пророко-Ильинский женский монастырь в городе Мензелинске.
В 1901 году открыты: Богородицкий Одигитриевский чувашский монастырь около деревни Николаевки 1-й Белебеевского уезда; Георгиевский женский монастырь «Святые Кустики» в селе Усе-Степановке Бирского уезда; Камско-Берёзовский Богородицкий черемисский миссионерский монастырь около села Берёзовки Бирского уезда.
В 1917 году всего проживало около 500 монашествующих и 1850 послушников, в Уфимской губернии всего действовали 21 монастырь и общины. В 1918—1921 года всё имущество монастырей национализировано, к 1930 году — закрыты, многие монашествующие репрессированы.
В 1993 году в Уфе при Крестовоздвиженской церкви открыт одноимённый женский монастырь. К 1994 году в Уфимской епархии насчитывалось 18 монахов и 23 монахини. В 1995 году в Уфе открыт Благовещенский женский монастырь при Богородско-Уфимском храме, в 1998 году переведённый в город Стерлитамак. В 1998 году открыт Богородице-Табынский женский монастырь.
В 2000 году в селе Новомихайловке открыт Покрово-Эннатский мужской монастырь. В 2001 году в селе Ира открыт Марфо-Мариинский женский монастырь. В 2002 году в селе Усе-Степановке открыт Успенский Свято-Георгиевский мужской монастырь «Святые Кустики».
К 2013 году в Башкортостане действовало восемь монастырей. В 2018 году в Уфе открыт Иверский женский монастырь при Богородско-Уфимском храме.

## Исторические

### Алексеевский мужской монастырь
Основан в 1904 году в 38 км города Стерлитамака на пожертвованной земле крестьян Феодота и Тимофея Кажаевых деревни Ново‑Григорьевки (150 десятин) и Борисовки (77 десятин) Стерлитамакского уезда.
В 1917 году насчитывал 12 послушников, имел 203 десятины земли. В 1920‑е годы — коммуна, позднее — разрушен.

### Бирский Троицкий женский монастырь
Община основана в 1857 году в городе Бирске в пожертвованных купцом Т. Ромадниным и основательницей общины А. Самойловой трёх деревянных домах. В 1874 году общине передана Иоанно-Предтеченская кладбищенская церковь, с 1878 года — монастырь. Настоятельницы: игуменья Маргарита, игуменья Феофания — до 1923 года.
В монастыре находились каменный храм во имя Святой Троицы (с приделами Иоанно-Предтеченским и в честь иконы «Скоропослушницы») и домовая церковь, предположительно, во имя Животворящего Креста, а также кирпичные и деревянные корпуса келий, и несколько подворий в Бирске и Бирском уезде. Также при монастыре действовала школа. На его территории похоронены блаженная Павла Бирская, старец Косма Бирский.
В 1917 году насчитывал 90 монахинь и 245 послушниц, имел 440 десятины земли. В 1924 году — закрыт и частично разрушен.

### Бугабашская Богородицкая чувашская женская община
Женская община открыта в 1901 году в селе Буга Белебеевского уезда (ныне — Бугабашево Бакалинского района) при Богородицком Одигитриевском чувашском монастыре. Ныне основан Бугабашский Богородице-Одигитриевский женский монастырь.
В 1917 году насчитывала 25 монахинь и 64 послушницы, имела 282 десятины земли.

### Владимирский Богородицкий мужской монастырь
Основан в 1896 году старцами Яковом и Владимиром около деревни Романовки Бирского уезда (ныне — Бирский район), с 1900 года — община, с 1904 года — монастырь; первый настоятель — игумен Мартиниан.
В монастыре находились основанная в 1901 году домовая церковь в честь Владимирской иконы Божией Матери, и основанная в 1903 году каменная церковь в честь иконы Богородицы «Взыскание погибших». Также в монастыре хранился крест с частицами мощей многих святых.
В 1917 году насчитывал около 40 монахов и послушников, имел 100 десятин земли. Позднее разрушен.

### Владимирский Вирский мужской монастырь
Открыт в 1900 году. В 1917 году насчитывал 21 монаха и 44 послушника, имел 248 десятин земли.

### Владимирский женский монастырь
Община основана в 1901 году около села Каменки Белебеевского уезда на пожертвованной земле крестьян. В 1906 году — разорена, в 1907 году восстановлена как отделение Сергиевского женского монастыря, в 1911 году стала самостоятельной, с 1916 года — монастырь.
В монастыре находились двухэтажный кирпичный корпус келий и несколько деревянных построек. В монастыре хранились иконы святого князя Владимира и «Плач Богоматери».
В 1917 году насчитывал около 120 монахинь. В 1920‑е годы — артель «Знамя», в 1930 году разгромлен, позднее — разрушен.

### Владимирская женская община
Открыта в 1900 году. В 1917 году насчитывала 28 монахинь и 74 послушницы, имела 100 десятин земли.

### Кашинская (Саткинская) женская община
Единоверческая женская община святой благоверной Анны Кашинской открыта в 1912 году у реки Большой Сатки возле подножия хребта Зюраткуль в Саткинской волости Златоустовского уезда (ныне — современный посёлок Мраморный). В 1913 году из Саткинского завода перевезена деревянная церковь.
В 1917 году имела 50 десятин земли. Закрыта в 1920 году, организована сельскохозяйственная артель «Саткинская», в 1924 году полностью ликвидирована, позднее — посёлок Монастырка.

### Михаило-Архангельский женский монастырь
Женская община открыта 10 марта 1901 года в имении Екатерины Александровы деревни Ново-Александровки, с 9 мая 1904 года — монастырь. Уфимский купец П. А. Ногарёв также пожертвовал 79 десятин. Имел домовой храм, школу и живописную мастерскую.
Имел подворье в городе Москве — церковь Чуда Михаила Архангела в Хонех (улица Красная Пресня, 46), строительство которой начато в 1914 году по проекту архитектора И. П. Машкова, на средства уфимского купца А. А. Ногарёва. Также имел подворье в городе Уфе — кирпичная Леонидовская церковь, построенная и освящённая в 1910 году по инициативе купца Л. Четкова.
В 1917 году насчитывал 9 монахинь и 80 послушниц, имел 200 десятин земли.

### Покровский женский монастырь
Община основана в 1890—1893 годах в селе Прасковьино Стерлитамакского уезда (ныне — около Дедово Фёдоровского района) на земле и на средства помещика Л. В. Эннатского, с 1898 года — монастырь.
В монастыре находились построенный в 1894 году деревянный Никольский храм (по другим данным — Покровский), и построенный в 1904 году каменный собор Покрова Божией Матери, который сохранился и реставрируется.
В 1917 году насчитывал 50 монахинь и 230 послушниц, среди которых — старица схимонахиня Зосима Эннатская. В начале 1920‑х годов закрыт и преобразован в трудовую коммуну. В разное время на его территории располагались школа колхозной молодёжи, сельскохозяйственная школа, склад, колония, детдом и пионерский лагерь.
В 2000 году на его месте восстановлен Покрово-Эннатский мужской монастырь.

### Сергиевский женский монастырь
Сергиева женская община основана в 1906 году около села Крыкнарат Белебеевского уезда игуменом Арсением, с 1909 года — монастырь.
В монастыре находилась построенная на средства помещика С. А. Кириллова деревянная церковь во имя святого князя Владимира с приделом во имя преподобного Сергия Радонежского (освящён в 1916 году), снесённая в 1950-е годы.
В 1917 году насчитывал 36 монахинь и 101 послушница. В начале 1920‑х годов — артель «Сергиевская» и трудовая коммуна, в 1929 году — закрыт, в 1990-е годы — разрушен.

### Тихвинская женская община
Единоверческая женская община основана в 1860—1861 годах, открыта в 1900 году, учреждена в 1903 году, в селе Закаменке Златоустовского уезда (ныне — исторический посёлок Закаменка города Златоуст). В 1916 году построена церковь Троицы Живоначальной (ныне — Свято-Троицкий храм).
В 1917 году насчитывала 4 монахини и 5 послушниц, имела 40 десятин земли.

#### До 1917 года
- Игнатьев, Р. Г. Монастыри Уфимской епархии / Сведения о церквях и приходах Уфимской губернии // Памятная книжка Уфимской губернии со статистическою картой губернии. Часть II // составитель и изд. по поручению Уфимского губернского статистического комитета под ред. Н. А. Гурвича. — Уфа, 1873. — С. 28-31.
- Православные русские обители: Полное иллюстрированное описание всех православных русских монастырей в Российской империи и на Афоне: Кн. 1, 2, 3, 4. / Составитель П. П. Сойкин. — СПб: Книгоиздательство П. П. Сойкина, 1909. — 712 с.

#### После 1991 года
- Сергеев, Ю. Н. Православное духовенство Южного Урала: очерки истории духовного сословия (вторая половина XVI—XVIII вв.). — Уфа, 2004. — 161 с.
- Православные монастыри и обители: библиографический указатель / Антонова Н. С., Зверев В. П, Ярошенко Е. В. — Москва: Пашков дом, 2005. — 524 с.
- Зырянов, П. Н. Русские монастыри и монашество в XIX и начале XX века / П. Н. Зырянов. — М.: Вербум-М, 2002. — 319 с.
- Очерки истории Урала: Духовная культура Урала / Н. А. Миненко (гл. науч. ред.) и др. — Екатеринбург: Банк культур. информации: Сократ, 1998. — 101 с.
- Русские монастыри и храмы: историческая энциклопедия / составитель и отв. ред. О. А. Платонов. — Москва: Институт русской цивилизации, 2010. — 680 с.
- Русские монастыри. Приуралье: Вятская и Слободская, Ижевская и Удмуртская, Пермская и Соликамская, Уфимская и Стерлитамакская епархии / А. Г. Бедарева и др. — Новомосковск (Тульская обл.): Очарованный странник — АФ; Москва: Троица, 2006. — 540 с.
- Водарский, Я. Е. Православные монастыри России и их роль в развитии культуры: XI — начало XX в. / Я. Е. Водарский, Э. Г. Истомина; Российская акад. наук, Институт российской истории. — Москва: Институт российской истории РАН, 2009. — 546 с.
- Монастыри Русской Православной Церкви: Справ.-путеводитель / Рудин Л. Г., Кузнецов П. В. — М.: Рус. Православ. Церковь и др., 2001. — Вып. 2. — 2011. — 631 с.
- Традиции взаимовлияния культур народов на Южном Урале: сб. научных ст. / Российская. акад. наук, Уфимский научный центр, Отд. истории культуры и педагогики Института истории яз. и лит.; редкол.: Зимина Н. П. (отв. ред.) и др. — Уфа: Информреклама, 2006. — 151 с.
- Уфимская епархия Русской Православной Церкви: справ.-путеводитель / авт.-составители Егоров П. В., Рудин Л. Г.; под общ. ред. архиепископа Никона. — М.: Общество сохранения лит. наследия; Уфа: Уфим. епархия РПЦ, 2005 (ГУП ИПК Ульян. Дом печати), 2005. — 671 с.
- Ширгазин, А. Р. Православные храмы Башкирии: история и архитектура (каталог-справочник) / А. Р. Ширгазин. — Уфа: Башкортостан, 1995. — 159 с.
- Дорога к храму. История религиозных учреждений г. Уфы // О. В. Васильева, В. В. Латыпова и др. — Уфа, 1993.